# Boom XB-1
Pour les articles homonymes, voir XB-1.
Dimensions
Le Boom XB-1 « Baby Boom » (immatriculé NX990XB) est un démonstrateur à l'échelle d'un tiers pour le projet de l'avion supersonique Boom Overture conçu par Boom Technology (alias « Boom Supersonic »).

## Développement
La présentation du démonstrateur a lieu le 7 octobre 2020 à Denver. Le premier vol est annoncé pour cette date en 2021,. En décembre 2021, il est prévu pour 2022,,.
Son premier vol a finalement lieu le 22 mars 2024 lorsque le démonstrateur décolle de l'aéroport et port spatial de Mojave. D'une durée de douze minutes, il a atteint une altitude de 2 170 mètres et à une vitesse maximale de 439 km/h avant d'atterrir en toute sécurité. Il est piloté par  Bill « Doc » Shoemaker, pilote d’essai en chef de Boom, le pilote d’essai Tristan « Geppetto » Brandenburg pilote l’avion de poursuite Northrop T-38 Talon qui surveillait le vol.
Le vol du XB-1 marque également le premier vol d'un avion supersonique développé commercialement depuis le retrait du Concorde en 2003, bien que le XB-1 soit resté cette fois bien en dessous des vitesses supersoniques. Les outils de métrologie laser utilisés permettent d'obtenir une précision équivalente à la largeur d'un cheveu. Des outils à ultrasons ont été utilisés pour visualiser l'intérieur de la structure afin de vérifier l'absence de défauts[source insuffisante].
Le prototype XB-1 de Boom Supersonic a réussi son deuxième vol le 26 août 2024. Ce vol a testé des composants clés comme le train d'atterrissage. Boom vise à réduire de moitié le temps des vols avec l'Overture[réf. nécessaire].
En novembre 2024, lors du cinquième vol, le XB-1 a atteint Mach 0.69 (792 km/h) à une altitude de 17 800 pieds (5 425 m). Ce vol a permis de vérifier la tenue au flutter en vue du vol supersonique.
Le 28 janvier 2025, le XB-1 réalise lors de son douzième vol d'essai son premier vol supersonique. Après une montée à 35 290 ft soit 10 756 m, le XB-1 a atteint Mach 1,122,, sans déclencher de bang supersonique. Après un treizième vol d'essai également supersonique le 10 février 2025, ce démonstrateur prend sa retraite début février 2025.

## Conception

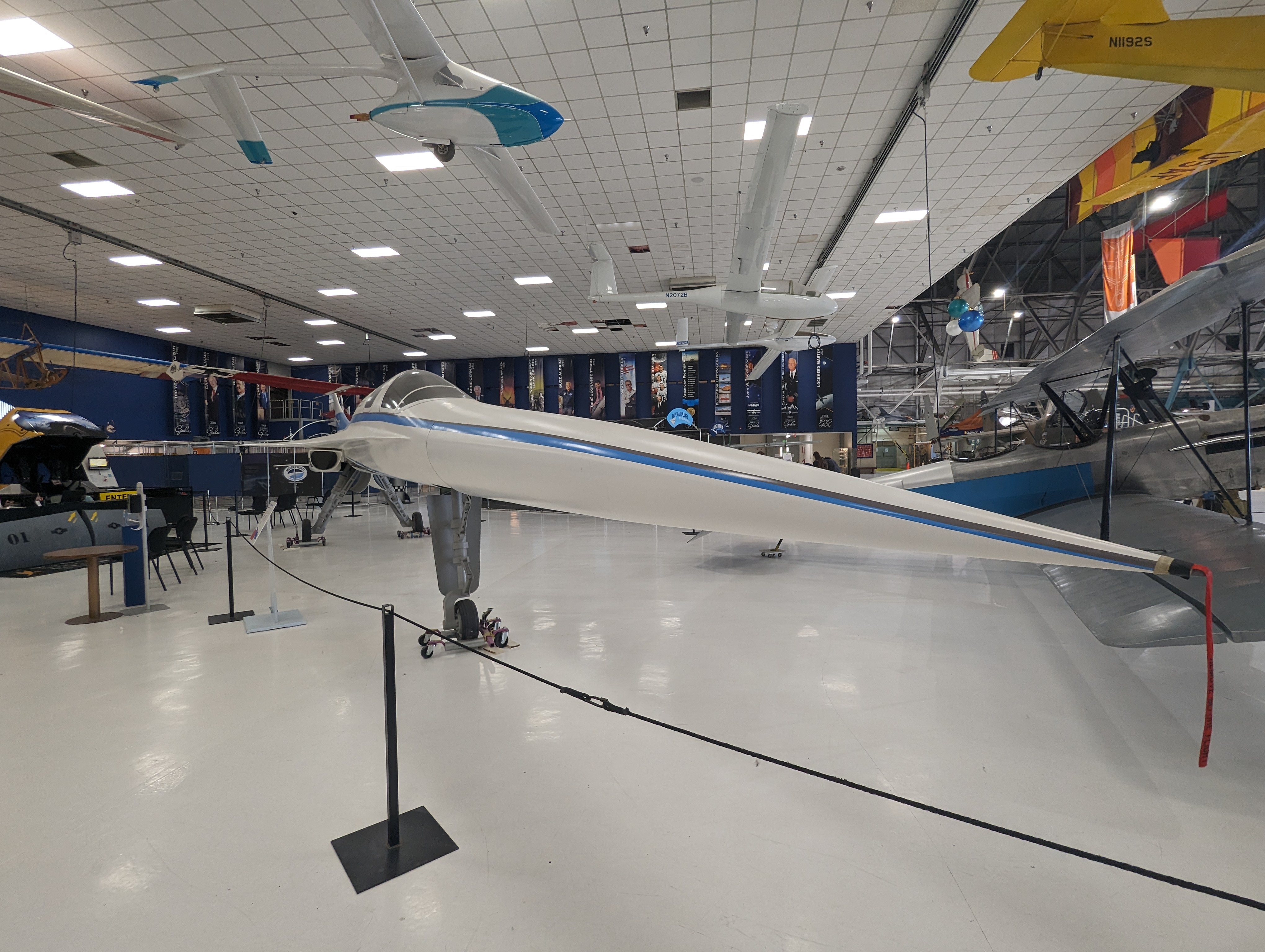
Une maquette du XB-1 au Wings Over the Rockies Air and Space Museum, en 2023.

Le XB-1 Baby Boom est d'une longueur de 21 mètres, a une envergure de 5,2 mètres et une masse maximale au décollage de 6 123 kg. Il est motorisé par trois réacteurs General Electric J85. Sa structure principalement en fibre de carbone le rend très léger et capable de résister à des températures très élevées.
Il devrait pouvoir voler à Mach 2,2, avec un rayon d'action de 1 000 kilomètres[réf. souhaitée].
Ses ailes delta permettent un contrôle optimal de l'appareil à des vitesses supersoniques et subsoniques,.
Il est trois fois plus petit que l'appareil de transport final, Boom Overture, qui devrait être construit en 2025 et entrer en service en 2029.